# سراب الأجرام الفلكية
سراب الجسم الفلكي هو ظاهرة بصرية للأرصاد الجوية، حيث تنحني أشعة الضوء لإنتاج صور مشوهة أو متعددة لجسم فلكي. يمكن ملاحظة السراب بحثًا عن أجرام سماوية مثل الشمس، والقمر، والكواكب والنجوم الساطعة، والمذنبات شديدة السطوع والأكثر شيوعا، هو سراب غروب الشمس وشروق الشمس.

## السراب مقابل الانكسار

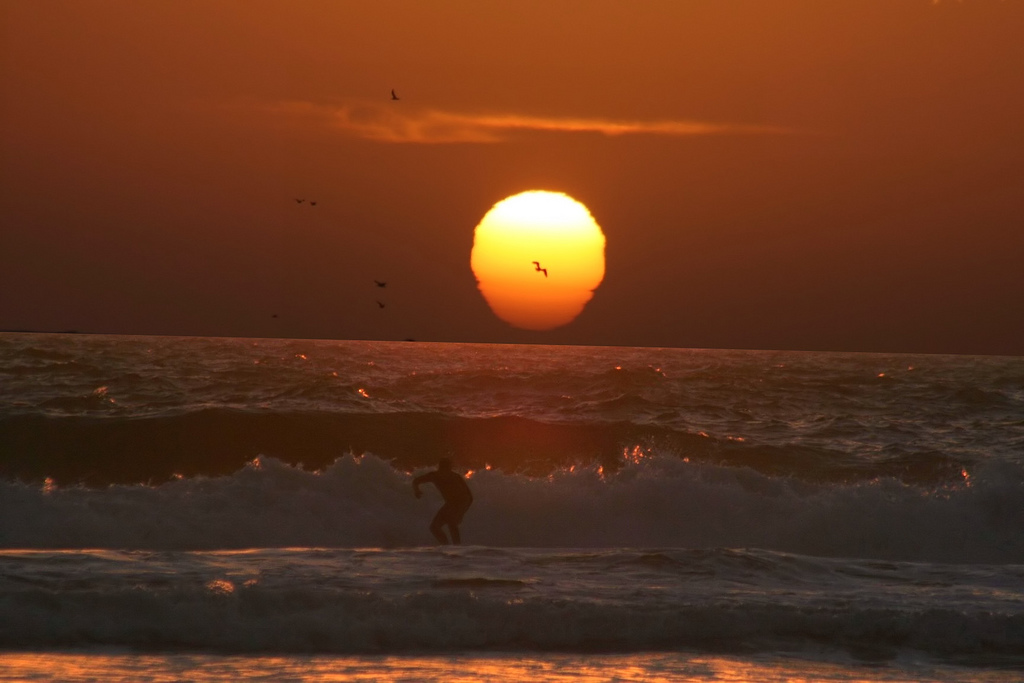
سراب وهمي لغروب الشمس

تتميز ظاهرة السراب عن الظواهر الأخرى التي يسببها الانكسار. ومن أبرزها ان السراب قد ينتج صور رأسية فقط وليس جانبية، في حين أن الانكسار البسيط قد يشوه الصور ويثنيها بأي شكل من الأشكال.
ومن السهل رؤية الاتجاه الرأسي للسراب ليس فقط عند سراب الشمس نفسها حتى عند سراب بقعة شمسية.

## سراب أدنى من الأجسام الفلكية

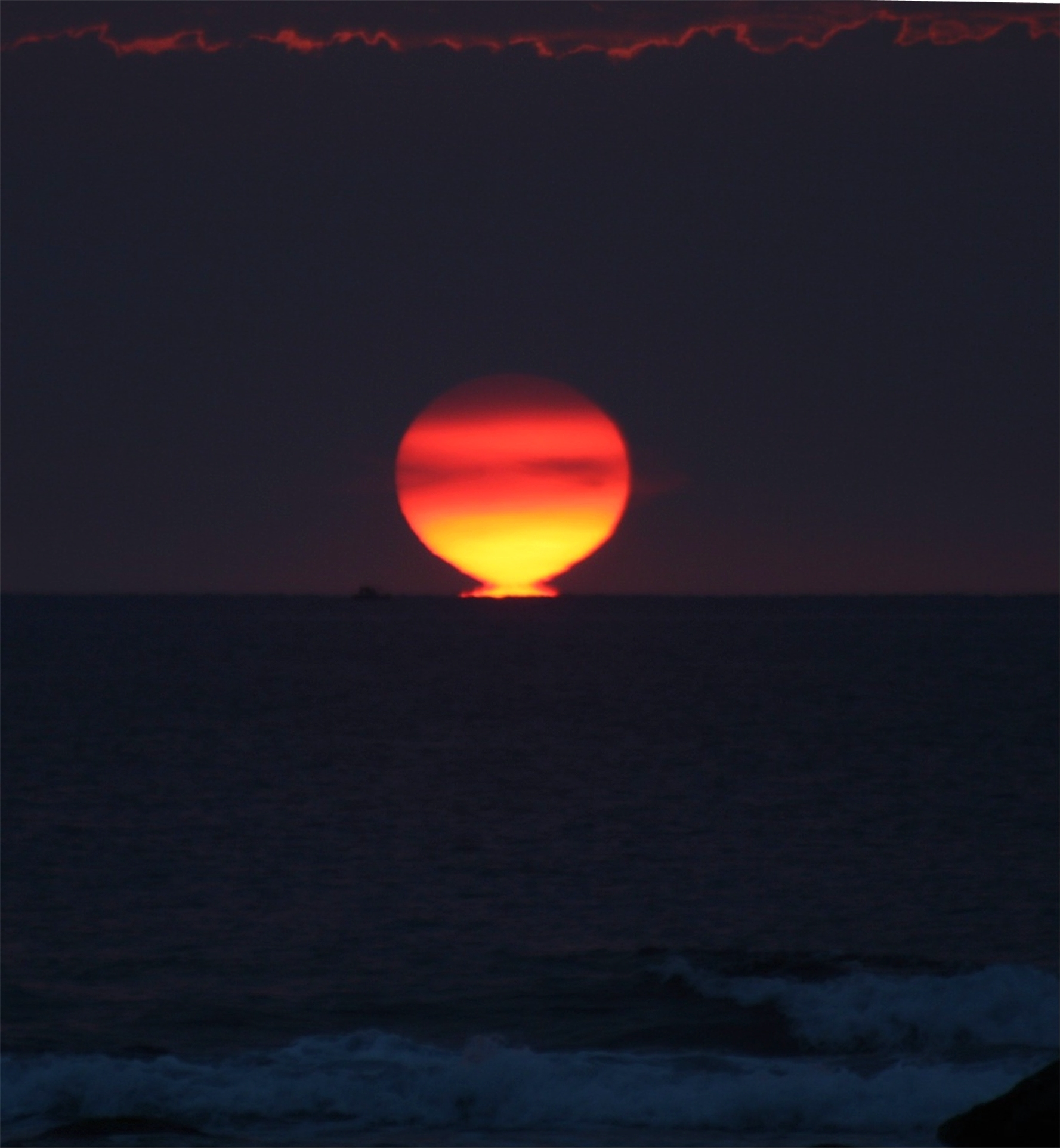
مرحلة إناء إتروسكان لغروب السراب السفلي في هاواي

يحدث السراب السفلي عندما ينتج سطح الأرض، أو المحيطات طبقة من الهواء الساخن بكثافة أقل، وينتج عن ذلك صورتان أحدهما مقلوبة، والأخرى رأسية في سراب أدنى كلاهما يتم إزاحتهما من الاتجاه الهندسي إلى الكائن الفعلي. وأثناء إعداد الصورة الرأسية تظهر الصورة المعكوسة وكأنها ترتفع من على السطح تظل اشكال غروب وشروق الشمس إحدى صور السراب السفلي.
إناء إتروسكان (المزهرية الأترورية) تم تسميته بواسطة الفرنسي جول فيرن يصبح جذع المزهرية أقصر حتى تخلق الشمس الحقيقية والسراب شكلاً جديدًا -الحرف اليوناني أوميجا.
حصل السراب السفلي على اسمه لأن الصورة المقلوبة تظهر أسفل الصورة الرأسية.

## السراب الزائف للأجرام الفلكية

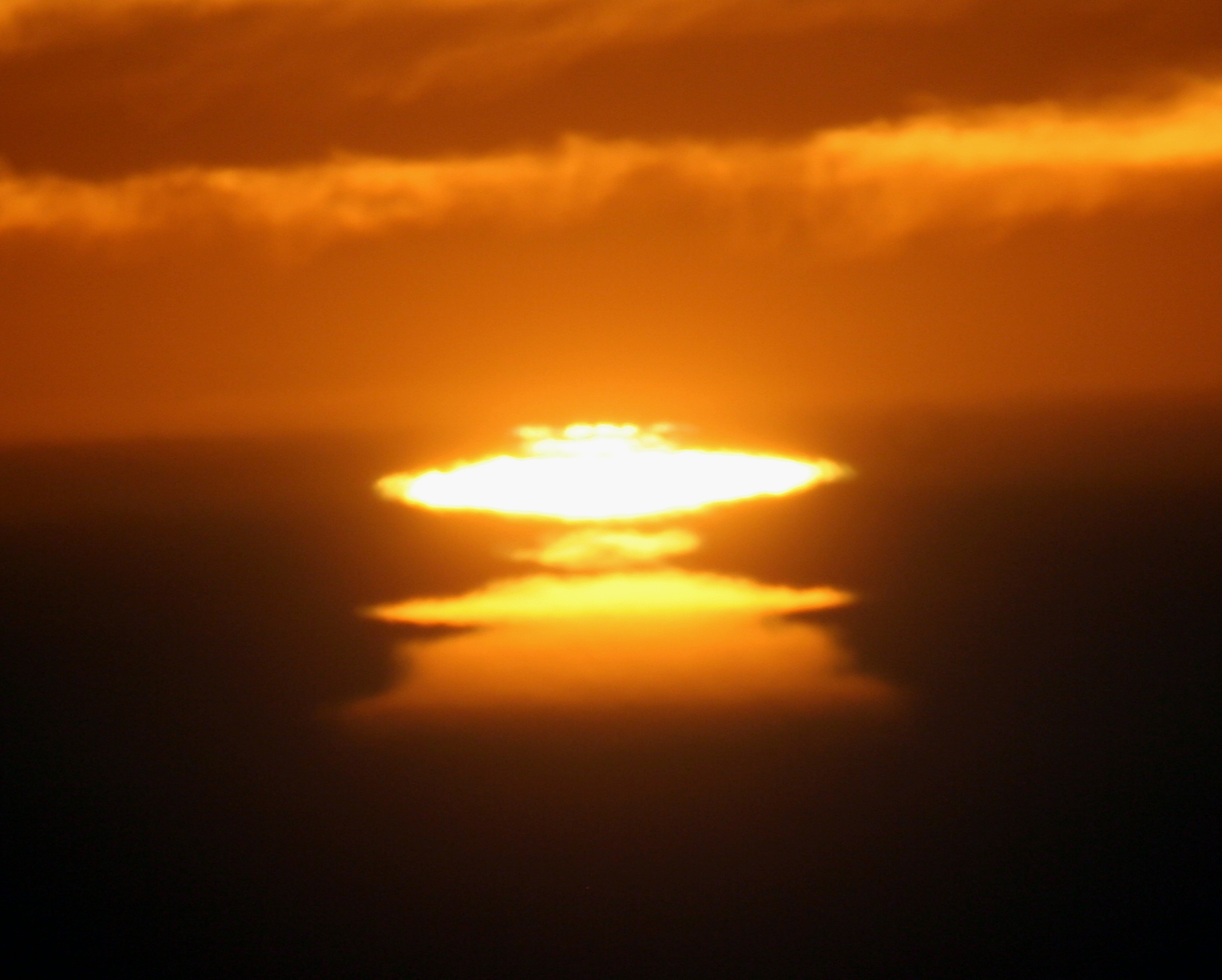
شكل يشبه الفطيرة لغروب الشمس في سراب وهمي

إن السراب الوهمي أو الزائف للأجرام الفلكية أكثر تعقيداً من السراب الأدنى، حيث أن السراب الأدنى ينتج صورتين فقط في حين السراب الوهمي ينتج صور متعددة.
يتغير شكل السراب باستمرار وبشكل غير متوقع، ولكي يظهر سراب وهمي يجب أن يحبس الهواء الأكثر برودة أسفل الانعكاس وينتج عن ذلك العديد من طبقات الانعكاس تشبه الفطيرة.
ومثال على السراب الوهمي يسمى الشذوذ الشمسي المذكور في سفر يشوع وتعتبر أحجار البرد (حائل) حدثًا نادرًا في الصحاري وهي شرط مسبق جيد لإنشاء سراب وهمي متفوق لغروب الشمس. السراب الأدنى هو السراب الأكثر شيوعًا في البيئة الصحراوية.

## فلاش أخضر

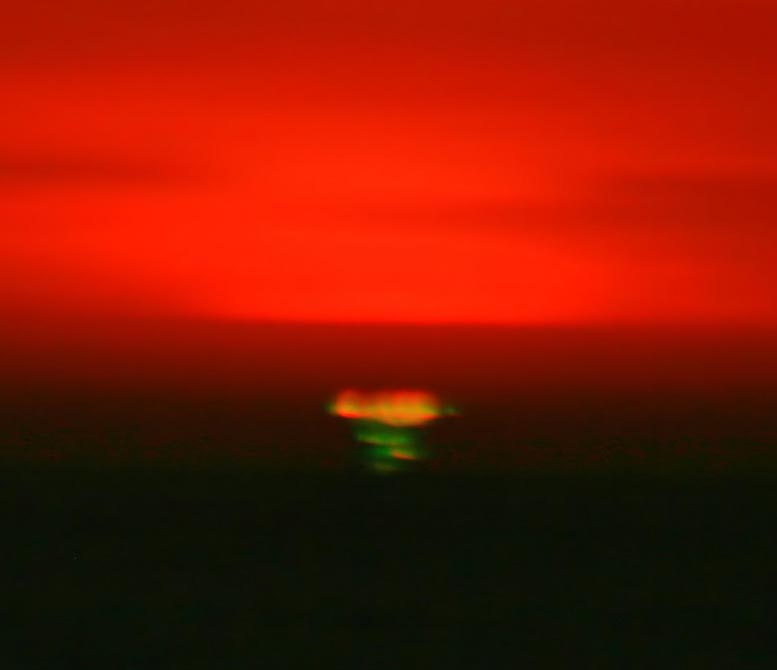
فلاش أخضر

الفلاش الأخضر هو ظاهرة بصرية نادرة تحدث أثناء أو بعد فترة وجيزة من الضبط وأثناء أو قبل ظهور جسم فلكي ساطع، عندما تكون بقعة خضراء مرئية لفترة قصيرة من الوقت فوق سراب جسم فلكي أو نقطة ضبطه / صعوده. تتعزز الومضات الخضراء من خلال الانقلابات الجوية التي تزيد من تدرج الكثافة في الغلاف الجوي، وبالتالي تزيد الانكسار. بمعنى آخر، لرؤية وميض أخضر، يجب أن يكون السراب موجودًا.
وصف جول فيرن الوميض الأخضر:
... سيكون "أخضر"، لكنه أخضر رائع، أخضر لم يستطع أي فنان الحصول عليه على لوحته، أخضر لا يمكن أن تنتج عنه صبغات النباتات المتنوعة أو ظلال البحر الأكثر شفافية! إذا كان في الجنة أخضر، فلا يمكن إلا أن يكون من هذا الظل، وهو بالتأكيد اللون الأخضر الحقيقي للأمل!
   صبغة لا تضاهى من اليشم السائل
يميل الكثيرون إلى الاعتقاد بأن رؤية وميض أخضر يجلب الحظ السعيد.
   وبالصدفة قد ترى المزيد.
   عند غروب الشمس
    عندما ينتهي اليوم،
   في حين أنكم تفعلون حبال السوط.
   حيث يلتقي البحر بالسماء
   ابق متيقظا

   من أجل الوميض الأخضر الغامض.

## حافة خضراء

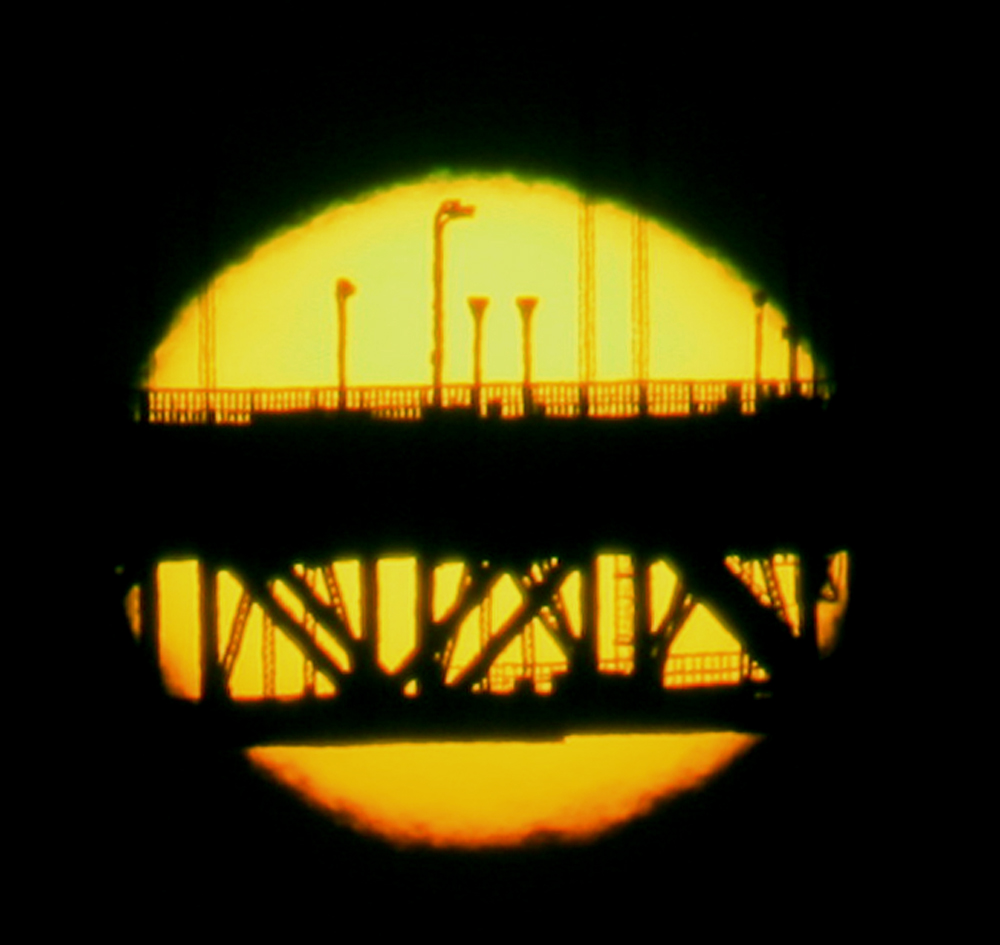
الحافة العلوية للشمس خضراء بينما الحافة السفلية حمراء في هذه الصورة الملتقطة أثناء غروب الشمس خلف جسر البوابة الذهبية.

عندما يتحرك الجسم الفلكي أو يرتفع، ينتقل الضوء المنبعث عبر الغلاف الجوي، والذي يعمل كمنشور يفصل الضوء إلى ألوان مختلفة. يمكن أن يتحول لون الطرف العلوي لجسم فلكي من الأزرق إلى الأخضر إلى البنفسجي اعتمادًا على انخفاض تركيز الملوثات لأنها تنتشر في جميع أنحاء حجم متزايد من الغلاف الجوي. دائمًا ما يكون الطرف السفلي لجسم فلكي أحمر.
الحافة الخضراء رقيقة للغاية، ومن الصعب أو من المستحيل رؤيتها بالعين المجردة. في الظروف المعتادة، تصبح الحافة الخضراء لجسم فلكي أكثر خفوتًا، عندما يكون الجسم الفلكي منخفضًا جدًا فوق الأفق بسبب احمرار الغلاف الجوي، ولكن في بعض الأحيان تكون الظروف مناسبة لرؤية حافة خضراء فوق الأفق مباشرة.
يصف الاقتباس التالي على الأرجح أطول ملاحظة للحافة الخضراء، والتي قد تكون أحيانًا وميض أخضر. رأى أعضاء حزب ريتشارد أي بيرد من قاعدة استكشاف ليتل أمريكا هذه الظاهرة تعمل وتتوقف لمدة 35 دقيقة (المصدر لمدة 30 مقابل 35 دقيقة؟)

## ليس سراب

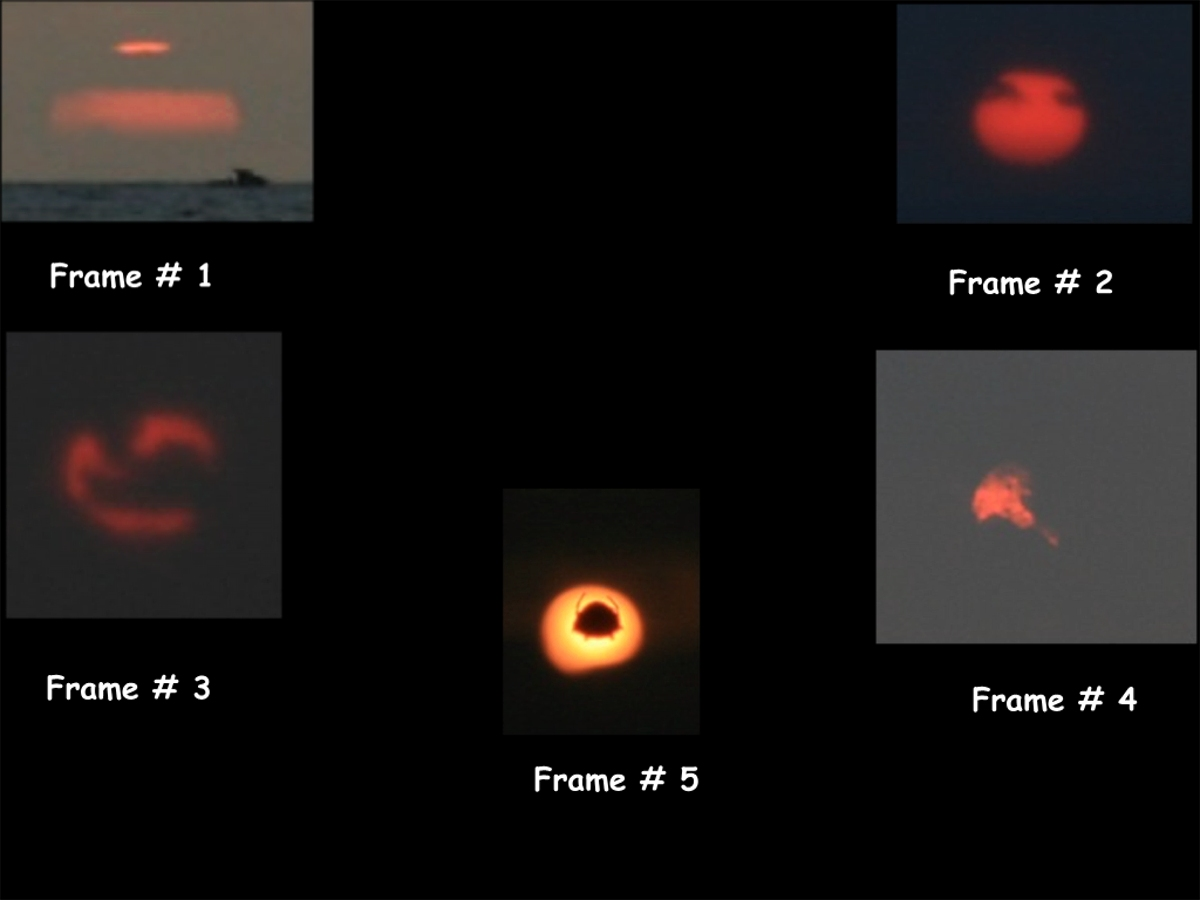
اشكال مختلفة لغروب الشمس

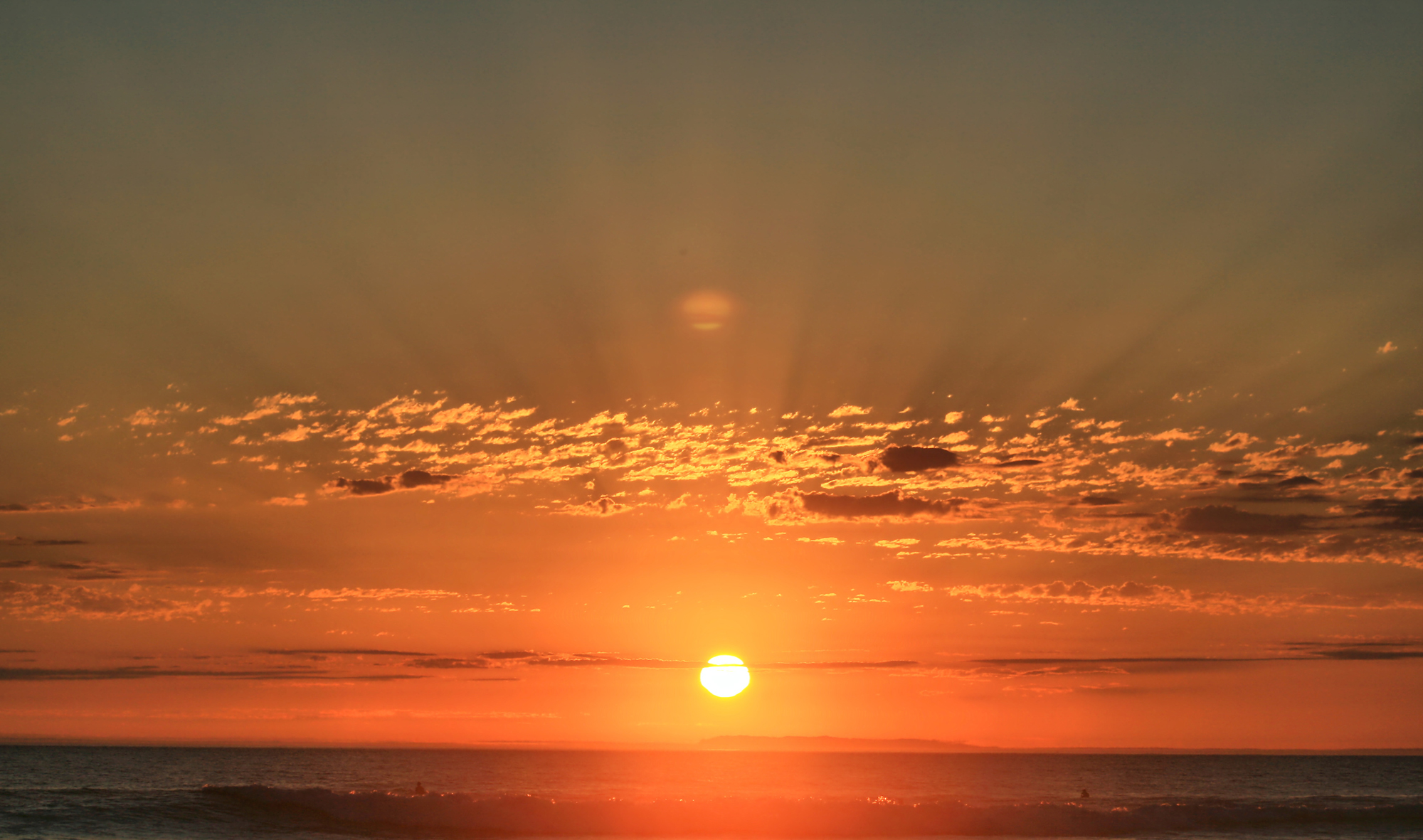
الشمس الثانية في الصورة هي انعكاس داخلي للشمس من عدسة الكاميرا، وليست سرابًا

الصورة المركبة على اليسار مكونة من خمسة إطارات لغروب مختلفة. لا أحد من الصور هو سراب. يمكن للإطارين # 1 و2 أن يخدعوا حتى مراقبًا ذا خبرة كبيرة. إنهم يبدون وكأنهم سراب وهمي لغروب الشمس، لكنهم ليسوا كذلك. من الواضح أن الإطارات رقم 3 و4 ليست سرابًا. الإطار رقم 5 ليس سرابًا ولا حتى بقعة شمسية، إنه عنكبوت مع الشمس كخلفية. ترجع الأشكال الغريبة للشمس في هذا المركب إلى الضباب والغيوم.
العديد من التأثيرات الجوية، مثل الضباب والغيوم والدخان والضباب الدخاني وغيرها يمكن أن تولد سرابًا مثل ظهور جسم فلكي.قد تكون توهجات العدسة وصور الأشباح مسؤولة أيضًا عن سراب كاذب أو وميض أخضر زائف.